# 伏毛紫花小升麻
伏毛紫花小升麻（学名：Cimicifuga acerina f. strigulosa）为毛茛科升麻属小升麻下的一个变型。

## 扩展阅读
- 維基物種上的相關：伏毛紫花小升麻